# Balaha Kathal
Balaha Kathal (nep. बलाहा कठाल) – gaun wikas samiti w środkowej części Nepalu w strefie Dźanakpur w dystrykcie Dhanusa. Według nepalskiego spisu powszechnego z 2011 roku liczył on 653 gospodarstwa domowe i 3405 mieszkańców (1775 kobiet i 1630 mężczyzn).